# Ebraica biblică arhaică
Ebraica biblică arhaică a fost o limbă în uz în vechiul Israel între secolele al X-lea și al VI-lea înainte de Hristos, interval  care corespunde cu perioada Regilor din istoria evreiască pînă la exilul babilonian.
Limba s-a păstrat în textele biblice: Tanahul (Vechiul Testament), în special Tora (Cărțile lui Moise),  și Cîntarea Deborei (Judecători, 5). Se mai numește ebraica veche sau paleo-ebraică.